# Ernst Friedrich Kauffmann

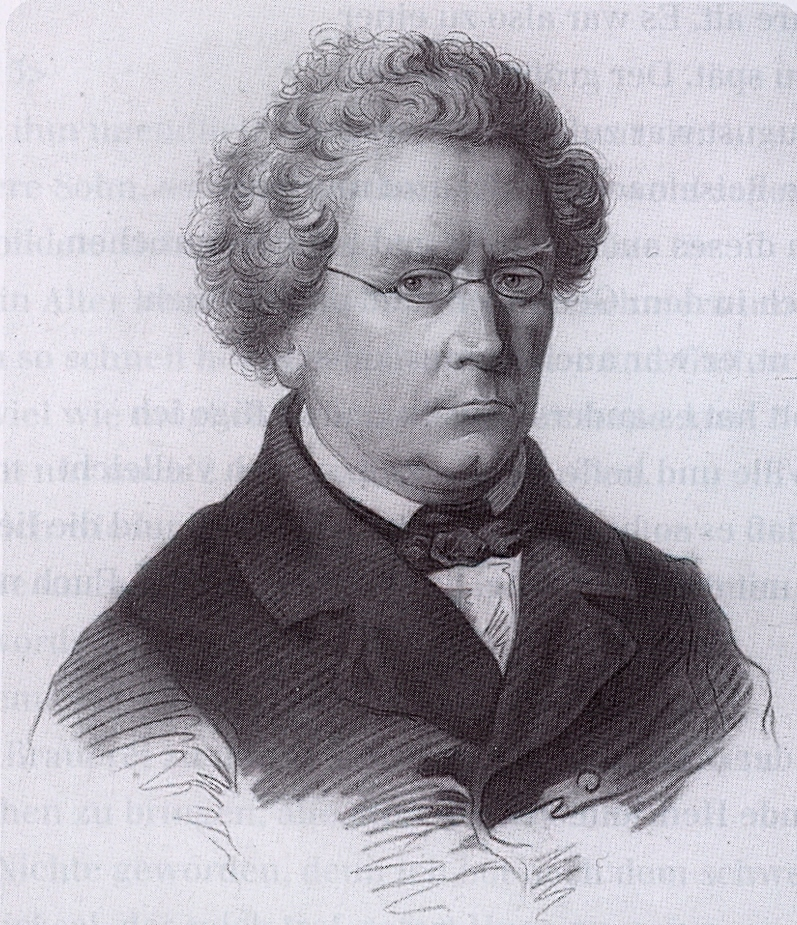
Ernst Friedrich Kauffmann

Ernst Friedrich Kauffmann (* 27. November 1803 in Ludwigsburg; † 11. Februar 1856 in Stuttgart) war ein württembergischer Mathematiker und Lehrer, der während eines zeitweiligen Berufsverbots Lehrbücher schrieb und komponierte. Heute ist er vor allem als Komponist von Liedern bekannt.

## Leben

### Ludwigsburg

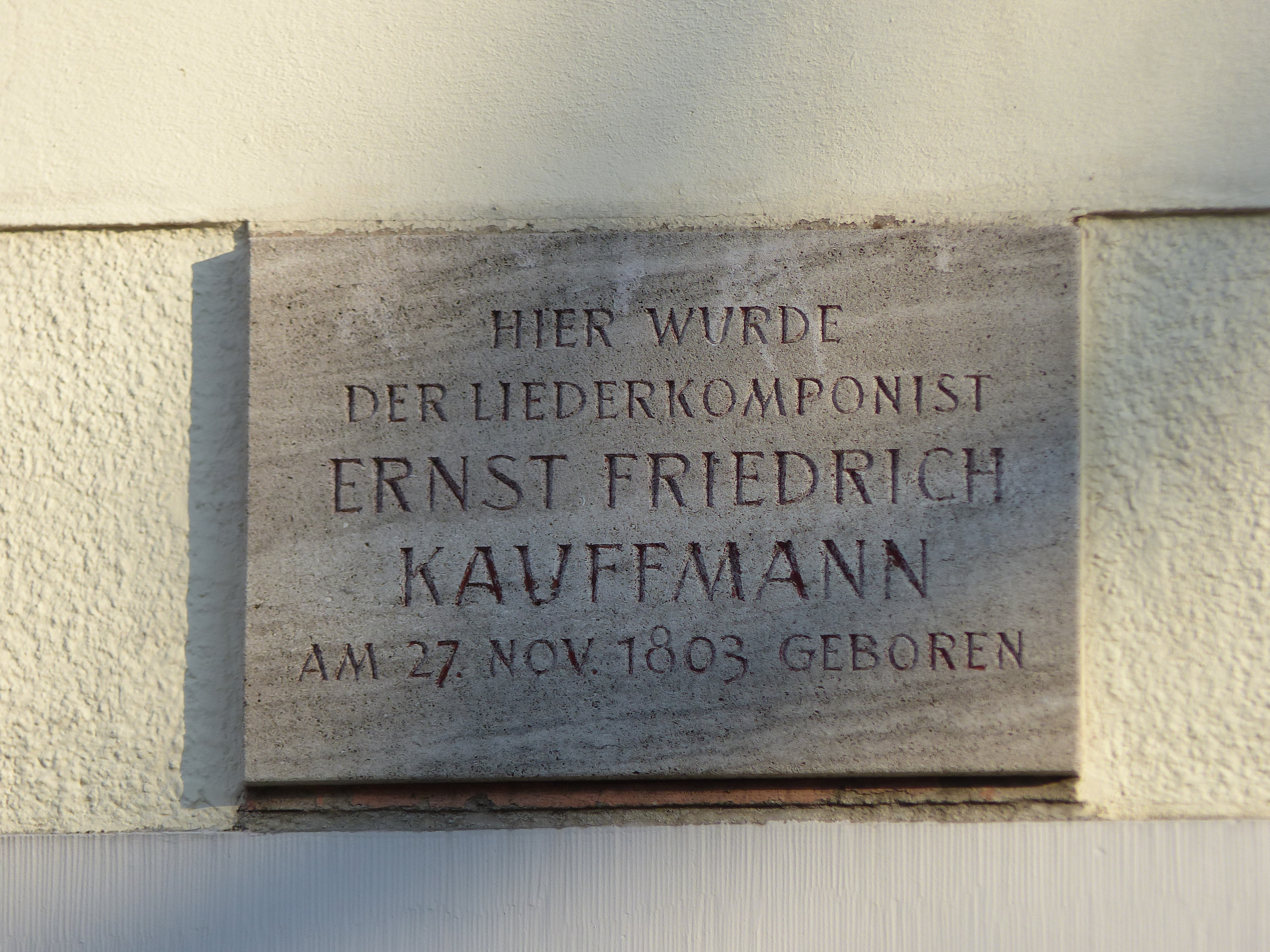
Gedenktafel an der Gebäudefassade in der Schorndorfer Straße 26 in Ludwigsburg

Kauffmann besuchte zusammen mit Eduard Mörike und David Friedrich Strauß die Ludwigsburger Lateinschule. Aufgrund eines Stipendiums studierte er an der Landesuniversität Tübingen Mathematik, Technologie und Physik. Dieselbe Universität besuchten auch Kauffmanns Schulfreunde Mörike und Strauß, so dass sie eine enge Freundschaft miteinander verband.
Ab April 1827 arbeitete er als Lehrer an der Ludwigsburger Realanstalt. Am 29. Juli 1828 heiratete er Marie Lohbauer, Tochter der Christiane geb. Rümelin (20. Januar 1777–26. Februar 1855) und des Hauptmanns Johann Philipp Carl von Lohbauer (30. Juni 1777–16. Juli 1809). Das Ehepaar bekam vier Söhne, der vierte Sohn Karl Emil Kauffmann wurde am 23. November 1836 in Ludwigsburg geboren.
Kauffmann wurde durch den älteren Bruder seiner Frau, Rudolf Lohbauer (14. April 1802–15. Mai 1873), politisch beeinflusst. Dieser war Redakteur des Tagblatts Der Hochwächter und ebenfalls ein Freund Eduard Mörikes (vergleiche Mörikes Briefe); 1832 war Lohbauer Redner auf dem Hambacher Fest. So geriet Kauffmann 1831/32 in den revolutionären Kreis um den Ludwigsburger Oberleutnant Ernst Ludwig Koseritz, dem neben Rudolf auch drei Offiziere der Heilbronner Garnison und der junge Heilbronner Rechtsanwalt Ernst Schreiber angehörten. Nachdem die Franckh-Koseritz’sche Verschwörung aufgedeckt wurde, kam Kauffmann auf dem Hohenasperg in Festungshaft und erhielt Berufsverbot. Im Zuge der Demagogenverfolgung wurde er deswegen im Schwarzen Buch der Frankfurter Bundeszentralbehörde (Eintrag Nr. 821) festgehalten.
Aufgrund des Berufsverbotes verdiente er nun den Unterhalt als Publizist, Autor und Komponist. Er publizierte Lehrbücher zur Mathematik und Geometrie, übersetzte französischsprachige Zeitschriften und Artikel und arbeitete an seinem Realien-Lehrbuch Orbis Pictus. Daneben publizierte er einige Bücher zu mathematischen Themen. Dem Mathematiker wird zugeschrieben, dass er  mit dem Werk Orbis Pictus die deskriptive Geometrie eingeführt habe.
Ab 1835 war er insbesondere als Liedkomponist tätig. Er schrieb Lieder zu den Gedichten von Mörike, Eichendorff, Goethe, Heine, Kerner, Lenau, Uhland, Waiblinger und Pfau (das gesamte Notenwerk ist Teil der Sammlung Dr. Fritz Kauffmann im Deutschen Literaturarchiv Marbach). Am 14. März 1839 erfolgte eine Begnadigung. 1841 wurde das Berufsverbot aufgehoben.

### Heilbronn
Kauffmann wurde am 8. Dezember 1841 zum Lehrer für Mathematik an der Heilbronner Realanstalt ernannt und trat am 2. Januar 1842 den Schuldienst an. An der Höheren Mädchenschule in Heilbronn unterrichtete er Mathematik und Geometrie. An den unteren Klassen des Karlsgymnasiums gab er Französischunterricht. Die sechsköpfige Familie wohnte zuerst in einer Wohnung in Heilbronn vor dem Sülmertor. Zwei Jahre später wohnten sie in der Sülmerstraße. Dies sei die glücklichste Zeit in Kauffmanns Leben gewesen.
Die musikalischen Abende bei der Familie Kauffmann ließen Eduard Mörike nach Heilbronn kommen. So am 25. Februar 1843, als die von Kauffmann vertonten Mörikelieder Ein Stündlein Wohl vor Tag und Schön-Rohtraut gesungen wurden. Im August 1849 feierte das Ehepaar Kauffmann den 100. Geburtstag Goethes, dabei spielte Kauffmann Kompositionen von Ludwig van Beethoven. Als David Friedrich Strauß im August 1851 die Familie Kauffmann in Heilbronn besuchte, spielte Kauffmann Klavier zu dem Stück Don Juan.

### Stuttgart
Im Herbst 1852 zog man nach Stuttgart um, wo Kauffmann zum Professor für Mathematik am Eberhard-Ludwigs-Gymnasium ernannt worden war. 1856 starb er in Stuttgart. Das Grab der Eheleute Kauffmann findet sich, nahe der Stuttgarter Liederhalle, auf dem traditionsreichen Hoppenlau-Friedhof. Zum Begräbnis stimmte der Liederkranz Kauffmanns Komposition an: "Ins stille Land, wer leitet uns hinüber?".